# Dekanat Sulejówek
Dekanat Sulejówek – dekanat diecezji warszawsko-praskiej wchodzącej w skład metropolii warszawskiej. Dziekanem dekanatu sulejóweckiego jest ks. Leszek Bieńkowski, proboszcz parafii św. Stanisława Kostki w Okuniewie. 

## Parafie dekanatu sulejóweckiego
- Parafia Najświętszej Maryi Panny Matki Kościoła w Sulejówku, proboszcz: ks. Krzysztof Kietliński

ul. Żeromskiego 18, 05-070 Sulejówek
- Parafia św. Anny w Długiej Kościelnej, proboszcz: ks. Jarosław Sikorski

ul. Powstania Styczniowego 83, 05-074 Halinów
- Parafia Matki Łaski Bożej w Halinowie, proboszcz: ks. Arkadiusz Rakoczy

ul. Okuniewska 61, 05-074 Halinów
- Parafia św. Stanisława Kostki w Okuniewie, proboszcz: ks. Leszek Bieńkowski

ul. Kościelna 1, 05-079 Okuniew
- Parafia Przemienienia Pańskiego w Sulejówku, proboszcz: ks. Marcin Brzeszczyński

ul. Armii Krajowej 34, 05-071 Sulejówek
- Parafia św. Józefa w Sulejówku, proboszcz: ks. Wojciech Skóra MIC

ul. Mariańska 9, 05-070 Sulejówek
- Parafia Chrystusa Miłosiernego w Zabrańcu, proboszcz: ks. Wojciech Gawryluk[1]

ul. ks. Skonieckiego 3, 05-079 Okuniew
- Parafia św. Pawła Apostoła w Zakręcie, proboszcz: ks. Paweł Adler

ul. ks. Iwaniuka 1, 05-048 Wiązowna